# Pilea cadierei
Pilea cadierei är en nässelväxtart som beskrevs av François Gagnepain och Guillaum.. Pilea cadierei ingår i släktet pileor, och familjen nässelväxter. Inga underarter finns listade i Catalogue of Life.

## Bildgalleri

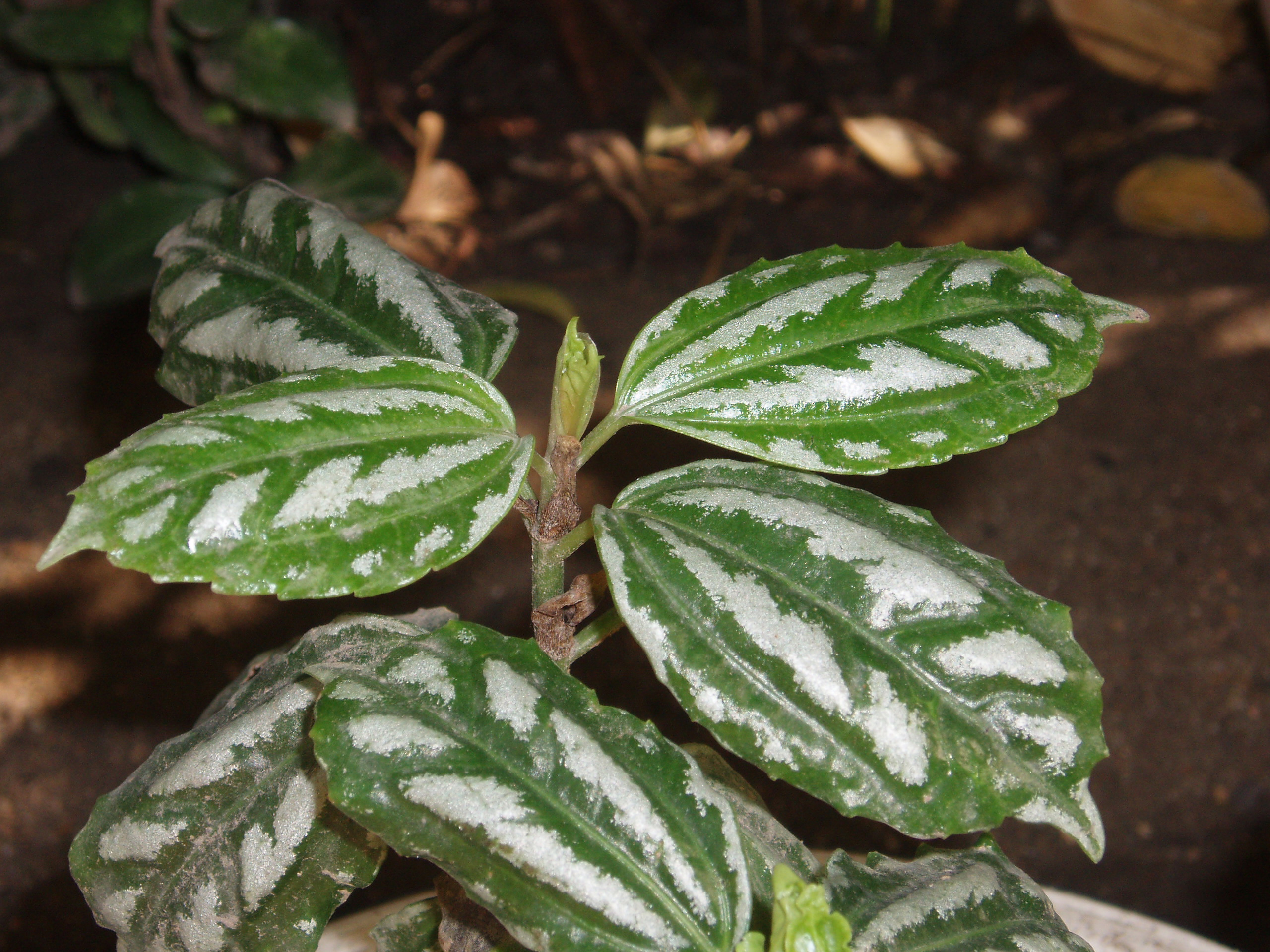
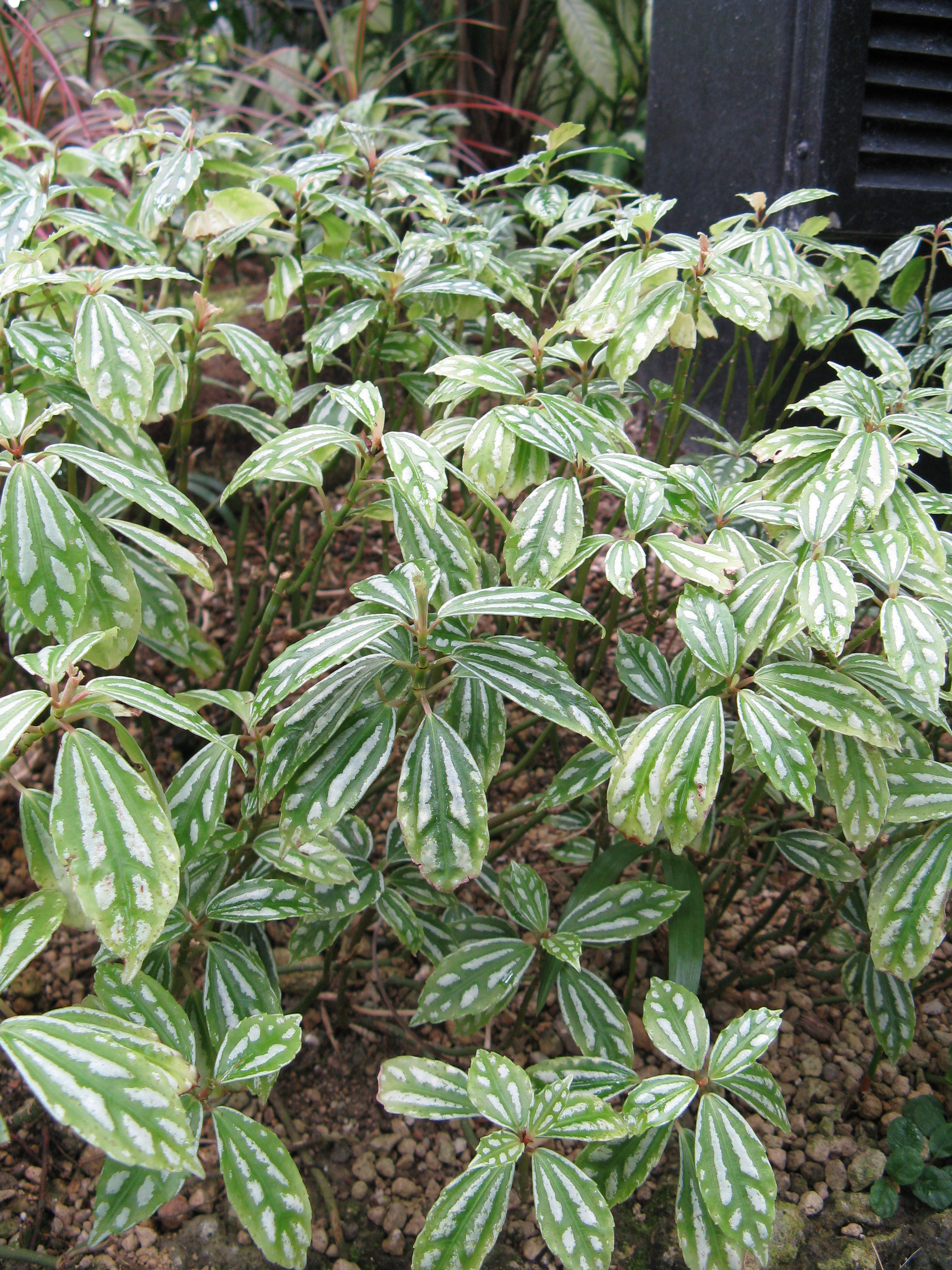
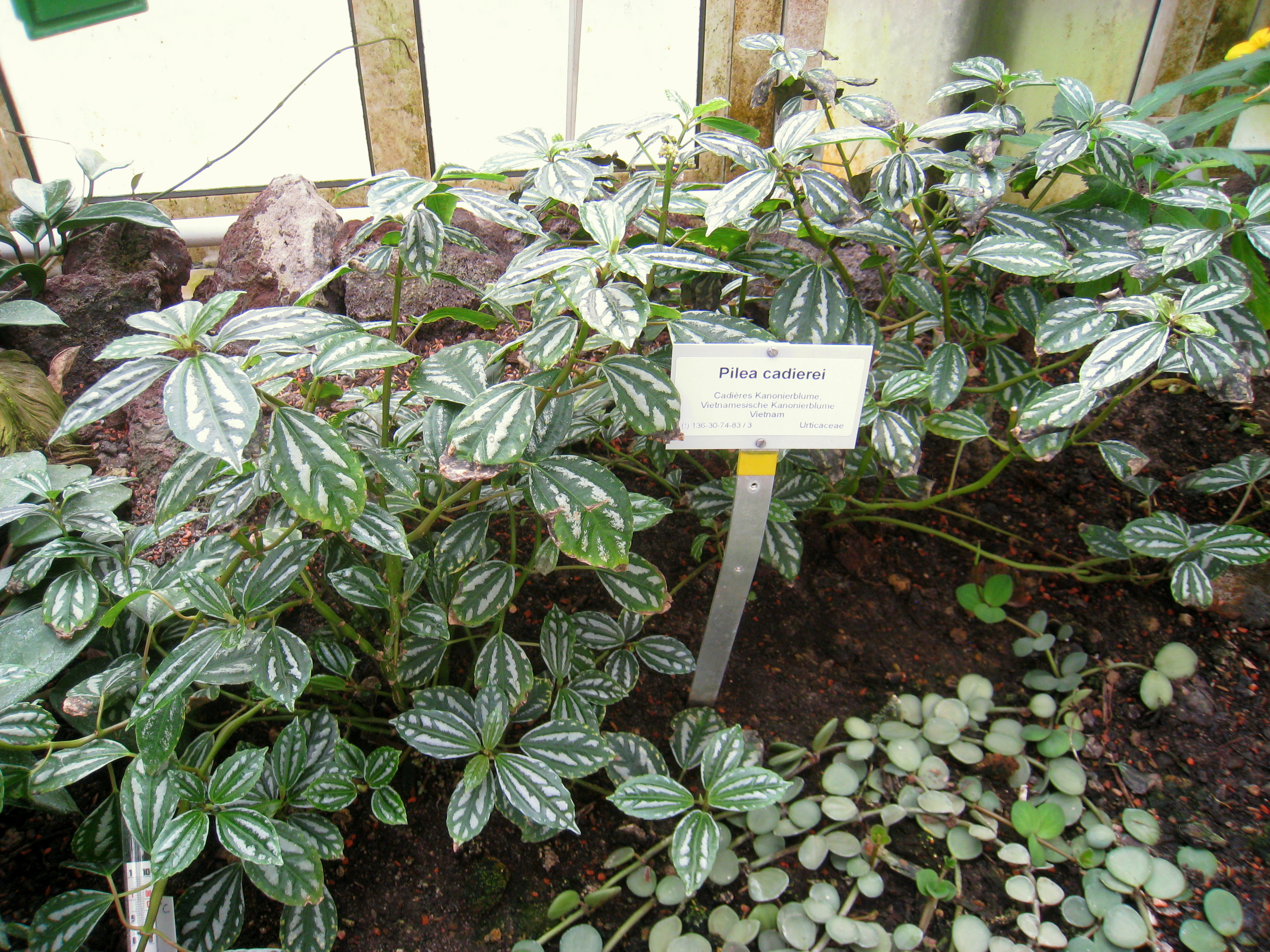
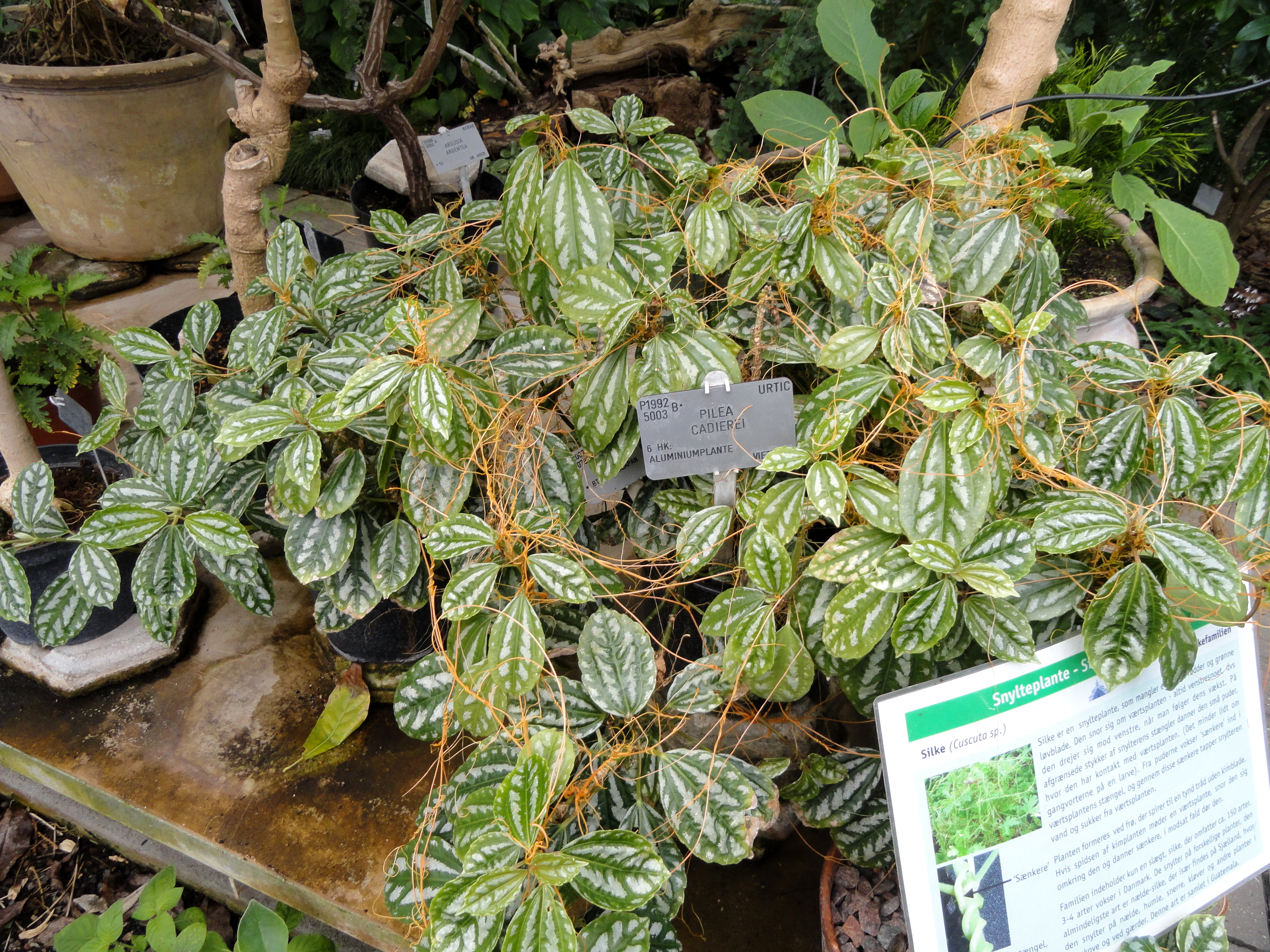
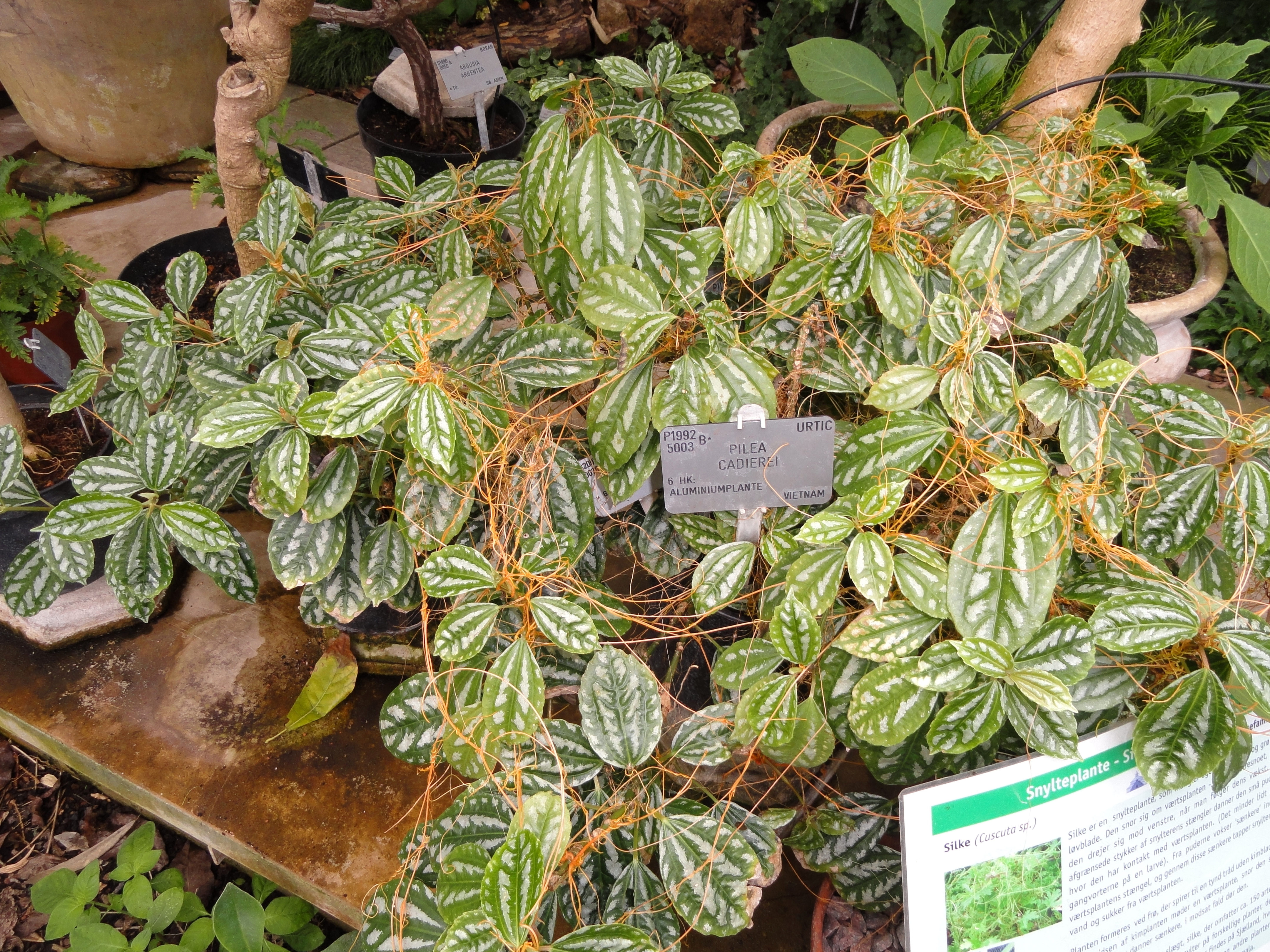
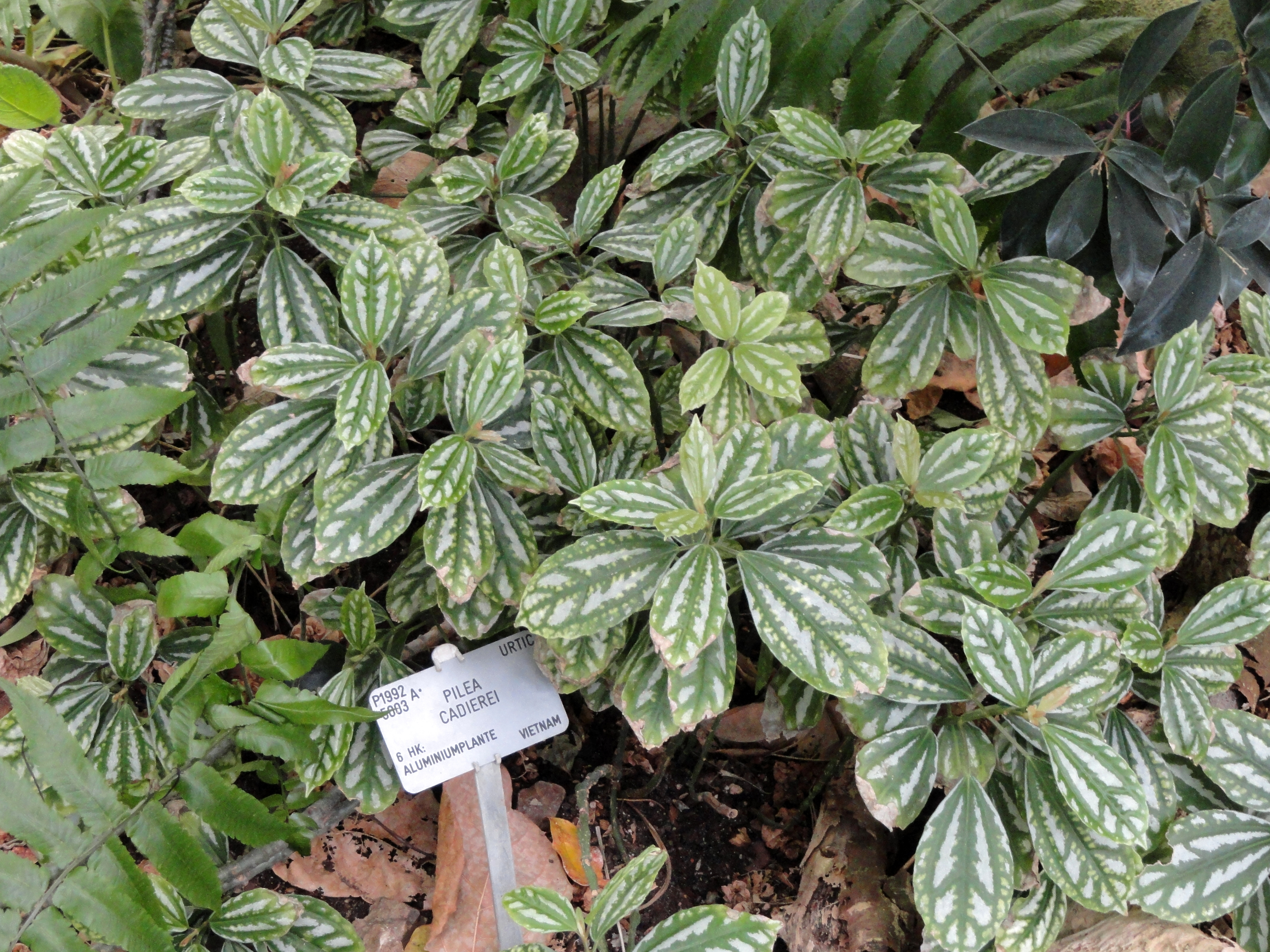